# Lanarkita
La lanarkita es un mineral de la clase de los minerales sulfatos. Fue descubierta en 1832 en minas de plomo en el condado de Lanarkshire, en Escocia (Reino Unido), motivo por el que se le puso nombre a partir de esta localización.

## Características químicas
Químicamente es un sulfato de plomo con anión adicional de óxido, sin agua. Tiene la misma estructura cirstalina -isoestructural- que la fenicocroíta (Pb2O(CrO4)), con la que forma una serie de solución sólida en la que la sustitución gradual de cationes sulfato por cromato va dando los distintos minerales de la serie, como por ejemplo la lamarkita-cromática.

## Formación y yacimientos
Aparece como mineral secundario de los yacimientos del mineral de plomo galena, típicamente formado por alteración de la galena o de otros minerales secundarios formados a partir de ésta. Con el tiempo él mismo se altera y transforma en cerusita, leadhillita o anglesita.
Suele encontrarse asociado a otros minerales, como los cuatro nombrados y: susannita, hidrocerusita o caledonita.

## Usos
Se extrae mezclado con los demás minerales de plomo con que está asociado, usándolos como mena de este metal.